# ロビン・モーガン
ロビン・モーガン（Robin Morgan、1941年1月29日 - ）は、アメリカ合衆国の作家、詩人、フェミニズム理論家・活動家。
第二波フェミニズムの古典とされる『シスターフッド（女性同士の連帯）は力強い』の編集者であり、ラディカル・フェミニズムを牽引した。ボーヴォワールとともに設立した「女性連帯世界機関」は現在、世界80か国で活動を展開している。また、ジェーン・フォンダ、グロリア・スタイネムとともに、メディアにおける女性のプレゼンス強化およびエンパワーメントを目的とする非営利団体「女性メディア・センター」を設立した。

## 背景

### 子役としての活躍
ロビン・モーガンは1941年1月29日、フロリダ州パームビーチ郡レイクワースに生まれ、ニューヨーク州マウントバーノンに育った。就学前からキッズモデルとして採用され、4歳でニューヨークのラジオ局WORで「リトル・ロビン・モーガン・ショー」という番組を担当し、他のラジオ・テレビ番組にも出演した。さらに子役として活躍し、テレビの黄金時代と呼ばれた1940年代後半から50年代後半にかけて多くのテレビドラマで主役を務めた。とりわけ、1900年代のサンフランシスコに暮らすノルウェー移民家庭を描いたCBS放送の人気連続ドラマ『ママ』で末っ子ダグマー・ハンセン役を演じ、『不思議の国のアリス』の主役を務めるなどして、「理想的なアメリカンガール」と称されるほどであった。ニューヨークのペーリー・メディア・センターは、これらのテレビドラマやビデオを含むロビン・モーガン・コレクションを所蔵している。

### 学業・結婚
コロンビア大学で学士号および修士号を取得。21歳で詩人のケネス・ピッチフォードと結婚し（後に離婚）、一子をもうけた。

## フェミニズム活動

### ラディカル・フェミニズム

#### W.I.T.C.H
1960年代に人種平等会議 (CORE)、学生非暴力調整委員会 (SNCC) を中心に公民権運動、ベトナム反戦運動に参加する一方、ニューヨーク・ラディカル・ウィメン、地獄からのテロリスト国際女性陰謀団 (W.I.T.C.H) などの活動を通じてラディカル・フェミニズムを牽引した。W.I.T.C.H（魔女）は、ハロウィーンにニューヨーク証券取引所に「呪いをかける」、バレンタインデーにニューヨークとサンフランシスコで同時に行われたブライダルフェアを「襲撃する」といったゲリラ演劇（路上パフォーマンス）による政治・社会批判活動であり、こうした視覚に訴える戦法によってフェミニズム運動に参加者を呼び込むことを目的とした。また、1968年9月にはアトランティックシティで開催されたミス・アメリカ大会に抗議するデモを行った。これは、公的な場で行われた最初の大規模なフェミニズム活動とされる。

#### ポルノは理論、レイプは実践
さらに、家父長制における女性の植民地化を指摘したケイト・ミレットの議論にセクシャリティの次元を加えて、女性の身体を男性植民者の「土地」として記述することでセクシャリティの制度化を指摘。この観点からポルノグラフィに反対し、「ポルノは理論、レイプは実践」というスローガンを生み出した。

#### 個人的なことは政治的なこと - ハーストーリー
ラディカル・フェミニズムは「個人的なことは政治的なこと」というスローガンに代表されるように、私的領域における性差別や抑圧を告発し、これを家父長制に基づくものとして批判した。新左翼（ニューレフト）運動のなかから生まれた運動であるが、運動内部の男性優位主義は根深く、女性は「マスコット、良き理解者、雑務一般」などの旧来の役割を担わされていた。これに対してモーガンは1970年に「こういうことすべてにさようなら」と題する記事を左翼の非合法新聞『ラット』に発表し、「左翼の有害な性差別」との決別を表明。男性の歴史・物語 (history) に対抗する女性の歴史・物語「ハーストーリー」の創造を提唱した。

#### シスターフッド (女性同士の連帯)
同年にはまた、女性解放運動のなかで書かれた文書を編集した『女性同士の連帯は力強い (Sisterhood Is Powerful)』を発表した。本書は、女性のオーガズム、売春からラディカル・レズビアン、黒人女性の状況まで様々な問題を論じたアンソロジーである。また、本書の表紙に描かれた振り上げた拳の意匠は、類似のものが多くの抵抗・抗議運動で用いられてきたが、フェミニズム運動のロゴとしては本書で初めて使用されたとされる。「女性同士の連帯」と訳されることの多い「シスターフッド」は、女性中心の分離主義や人種、階級、文化・社会的背景にかかわらず共闘し得るという認識に基づくラディカル・フェミニズムの主概念であり、後にその本質主義を批判されることになるが、モーガン編の本書は同じ1970年に発表されたケイト・ミレットの『性の政治学』、ジャーメイン・グリアの『去勢された女』、シュラミス・ファイアストーンの『性の弁証法』などとともに第二波フェミニズムの古典とされ、ニューヨーク公共図書館が12の分野別に選定した「20世紀で最も影響力のある本100冊」（オックスフォード大学出版局）の「女性の台頭」分野の11冊に、シモーヌ・ド・ボーヴォワールの『第二の性』、ベティ・フリーダンの『女らしさの神話』（邦題『新しい女性の創造』）などと並んで選出されている。ちなみに、日本における「シスターフッド」の一例として、1980年代に一部の中産階級の専業主婦たちが情報交換や生協活動に形成したネットワーク、すなわち血縁や地縁でなく新しい「女縁」により形成したネットワークが挙げられる。
モーガンは『女性同士の連帯は力強い』の印税で「シスターフッド財団」を設立した。米国初のフェミニスト財団であり、1970年代から80年代にかけて多くの女性団体に立ち上げ資金としての助成金を提供した。
この間、著作活動も精力的に行い、評論、回想録、調査報告を兼ねた『行き過ぎ』、『自由の解剖』を著した。この頃出版された詩集『モンスター』や『野獣の淑女』においても彼女のフェミニズム思想が表現されている。
1984年には、世界70か国の女性の地位に関する記事・論文を編集した『女性同士の連帯は国境を越える (Sisterhood Is Global)』を発表した。本書を1984年に発表したのは、ジョージ・オーウェルの小説『1984年』に描かれる全体主義体制への抵抗を表わすためであり、人間主義・平和主義の倫理に基づく女性の連帯こそ、これに抵抗し得ると考えたからである。同年にはまた、ボーヴォワールとともに「女性連帯世界機関 (Sisterhood Is Global Institute)」を設立した。これは、『女性同士の連帯は国境を越える』で対象とした世界70か国（バルバドス、ブラジル、チリ、コロンビア、キューバ、フィンランド、フィジー、ギリシャ、イタリア、インド、クウェート、リビア、メキシコ、ネパール、ニュージーランド、ナイジェリア、ノルウェー、パレスチナ・イスラエル、ポーランド、サウジアラビア、スペイン、スリランカ、タイ、ザンビアなど）に広がる世界初のフェミニズム研究機関（シンクタンク）であり、現在、世界80か国が参加し、募金活動・経済支援活動、緊急問題の通知、無報酬労働の可視化、イスラム社会における女性の人権マニュアル作成（12か国語対応）など、女性の権利・地位向上に向けた活動および政策立案・提言を行っている。活動拠点を5年ごとに変え、最初の5年間はニューヨーク、次いでニュージーランド、メリーランド、モントリオールへと移動し、現在は再びニューヨークを拠点として活動している。
2003年には『女性同士の連帯は永遠である (Sisterhood is Forever)』を発表した。米国のフェミニズムについて保守派からリベラル派まで様々な立場から書かれた批評や随筆を紹介し、21世紀の現在もなお取り組むべき多くの課題があることを示している。

#### フェミニズム雑誌『ミズ』
1972年にグロリア・スタイネムによって創刊されたフェミニズム雑誌『ミズ』は、1987年に広告収入に依存する商業誌に転向した後、89年に経営難から休刊していたが、90年、モーガンを編集長に「女性がどこへ行こうとしているのかを示す道しるべ」を目指す隔月刊誌として再出発した。以後、再び、広告を一切掲載せず、購読料のみで経営を維持している。

#### 女性メディア・センター
2005年にジェーン・フォンダ、グロリア・スタイネムとともに、メディアにおける女性のプレゼンス強化およびエンパワーメントを目的とする非営利団体「女性メディア・センター (WMC)」を設立した。女性の声を届けるための番組制作活動だけでなく、調査活動、出版活動、研修活動（メディアトレーニング）なども行っている。

#### パーキンソン病との闘い
2010年にパーキンソン病の診断を受けたモーガンは、パーキンソン病財団 (PDF; 現パーキンソン財団) の活動に参加し、パーキンソン病の女性患者は男性患者とは違った状況に置かれているため、女性患者のニーズに合った治療やケアが必要であると訴え、同財団内に「女性PDイニシアティブ」を立ち上げた。

### 批判
上記のように、モーガンのラディカル・フェミニズム、国境横断的なグローバル・フェミニズム、シスターフッドなどは、人種・民族、階級、性的指向などの差異を看過し、本質主義に陥っていると批判された。たとえば、西欧のフェミニズムが第三世界の女性たちを分析・表象する際の偏向を指摘したチャンドラー・タルパデー・モーハンティーは、「地図における場所が歴史における場所でもある」ことを見落としていると批判した。

## 受章等
モーガンは「平和と理解のためのワンダーウーマン」賞 (1982)、「優れたジャーナリズムのための第一面」賞 (1982)、「今年のフェミニスト」賞 (1990) など多くの賞を受賞し、「フェミニスト作家ギルド」、「メディア・ウィメン」、「北米フェミニスト連合」、「汎アラブ・フェミニスト連帯協会」、「占領反対イスラエル・フェミニスト」など国内外の団体で活動している。

## 著書

### 詩
- Monster (モンスター), Vintage, 1972.
- Lady of the Beasts: Poems (野獣の淑女), Random House, 1976.
- Depth Perception: New Poems and a Masque (深淵の知覚 ― 新詩集と仮面劇), Doubleday, 1982.
- A Hot January: Poems 1996–1999 (暑い1月 ― 詩集 1996–1999), W. W. Norton, 1999.
- Upstairs in the Garden: Poems Selected and New (庭の階上 ― 詩選集・新詩集), W. W. Norton, 1990.

### 評論、回想録、調査報告等
- Going Too Far: The Personal Chronicle of a Feminist (行き過ぎ ― あるフェミニストの個人史), Random House, 1977.
- The Anatomy of Freedom (自由の解剖), W.W. Norton, 1982.
- The Demon Lover: On the Sexuality of Terrorism, W. W. Norton, 1989.
  - 『悪魔を愛する者 ― テロリズムとセクシュアリティ』片岡しのぶ訳、河出書房新社、1992年
- The Demon Lover: The Roots of Terrorism (悪魔を愛する者 ― テロリズムのルーツ), Washington Square Press/Simon & Schuster, Inc., 2001 (上掲書の増補新版).
- The Word of a Woman (ある女性の言葉), W.W. Norton, 1992.
- Saturday's Child: A Memoir (土曜の子ども ― 回想録), W. W. Norton, 2001.
- Fighting Words: A Toolkit for Combating the Religious Right (闘う言葉 ― 宗教的権利と闘うためのツールキット), Nation Books, 2006.

### 小説
- Dry Your Smile (微笑を拭い去れ), Doubleday, 1987.
- The Mer-Child: A New Legend for Children and Other Adults (マーチャイルド ― 子どもと他の大人のための新伝説), The Feminist Press, 1991.
- The Burning Time (燃える時), Melville House, 2006.

### アンソロジー編集
- Sisterhood is Powerful: An Anthology of Writings from the Women's Liberation Movement (女性同士の連帯は力強い ― 女性解放運動から生まれた著作物のアンソロジー), Random House, 1970.
- Sisterhood Is Global: The International Women's Movement Anthology (女性同士の連帯は国境を越える ― 国際女性運動アンソロジー), Doubleday/Anchor Books, 1984; (増補新版) The Feminist Press, 1996.
- Sisterhood Is Forever: The Women's Anthology for a New Millennium (女性同士の連帯は永遠である ― 新ミレニアムのための女性たちのアンソロジー), Washington Square Press, 2003.

## 参考資料
- 『岩波 女性学事典』井上輝子, 上野千鶴子, 江原由美子, 大沢真理, 加納実紀代共編, 岩波書店, 2002年.
- ジャネット・K・ボールズ, ダイアン・ロング・ホーヴェラー著『フェミニズム歴史事典』水田珠枝, 安川悦子監訳, 明石書店, 2000年.
- Robin Morgan. Jewish Women's Archive.
- Robin Morgan - Activism.
- Robin Morgan - Encyclopedia.com.